# Бушевка (посёлок, Буда-Кошелёвский район)
Бушевка (бел. Бушаўка) — посёлок в Чеботовичском сельсовете Буда-Кошелёвского района Гомельской области Белоруссии.

## География

### Расположение
В 24 км на юго-запад от районного центра и железнодорожной станции Буда-Кошелёвская (на линии Жлобин — Гомель), 51 км от Гомеля.

## Транспортная сеть
Транспортные связи по просёлочной, затем автомобильной дороге Жлобин — Гомель.
Застройка деревянными домами усадебного типа, вдоль короткой улицы, ориентированной с юго-востока на северо-запад.

## История
Основан в начале 1920-х годов переселенцами с соседних деревень на бывших помещичьих землях. В 1926 году в Уваровичском районе Гомельского округа. В 1931 году жители посёлка вступили в колхоз. В 1959 году в составе совхоза «Чеботовичи» (центр — деревня Чеботовичи).

## Население

### Численность
- 2004 год — 3 хозяйства, 4 жителя.

### Динамика
- 1926 год — 9 дворов, 32 жителя.
- 1959 год — 33 жителя (согласно переписи).
- 2004 год — 3 хозяйства, 4 жителя.